# خوسيه باروس
خوسيه باروس (بالإسبانية: José Barros)‏ هو ملحن كولومبي، ولد في 21 مارس 1915 في إل بانكو في كولومبيا، وتوفي في 12 مايو 2007 في سانتا مارتا في كولومبيا.

## وصلات خارجية
- خوسيه باروس على موقع IMDb (الإنجليزية)
- خوسيه باروس على موقع ميوزك برينز (الإنجليزية)